# الطيب بياض
الطيب بياض (مواليد بلدة العرجان بأوطاط الحاج، فاتح يناير 1970) مؤرخ وكاتب مغربي. يعمل حاليا أستاذا للتاريخ المعاصر والراهن بكلية الآداب والعلوم الإنسانية جامعة عبد المالك السعدي بتطوان، قادما إليها من كلية الآداب والعلوم الإنسانية عين الشق بالدار البيضاء، التي التحق بها أستاذا سنة 2005.

## نشأته ومساره التعليمي والجامعي
وُلد الطيب بياض داخل أسرة متوسطة الدخل يعيلها أب مهاجر في الأراضي المنخفضة، ونشأ وسط نموذج من العائلة الممتدة مع إخوته وأبناء عمومته بقرية العرجان، التي تابع بها دراسته الابتدائية لينتقل فيما بعد إلى أوطاط الحاج، التي كان فيها على موعد مع تجربة ميزته في مساره التعليمي بسلكي الإعدادي والثانوي عن بقية الإخوة وأبناء العم، يتعلق الأمر بولوجه النظام الداخلي في التمدرس. إذ قضى سبع سنوات داخل رحاب الداخلية، مكنته من الاحتكاك المبكر مع أقران قادمين من بلدات مختلفة، معروفين في الغالب الأعم بجديتهم واجتهادهم، فكان للصرامة التي كان يُسير بها النظام الداخلي ولحصص المراجعة المنتظمة ولاحتكاكه، وهو طفل يافع، مع زملاء من أصول متنوعة دور في صقل شخصيته في سن مبكرة.
حصل على شهادة الباكلوريا تخصص آداب عصرية سنة 1989 ، والتحق بشعبة التاريخ والجغرافيا بكلية الآداب والعلوم الإنسانية جامعة سيدي محمد بن عبد الله ظهر المهراز بفاس. كانت جامعة فاس يومها تعيش جوا طلابيا متميزا بساحاتها المحتضنة لبيع الكتب المستعملة بأثمنة رمزية ولحلقيات النقاش والمناظرة بين الفصائل الطلابية، مما أسعفه في تطوير معارفه وتنويع قراءاته واكتساب مهارات الفكر النقدي.
بعد نيله لشهادة الإجازة التحق بسلك الدراسات العليا، التي تفوق فيها سنة 1995، فسجل أطروحته، بالكلية ذاتها، في موضوع: "ضريبة الترتيب وأثرها على المجتمع المغربي 1880-1912"، والتي نال بها درجة الدكتوراه سنة 2002، أمام لجنة علمية مكونة من إبراهيم بوطالب رئيسا، ومحمد بكراوي مشرفا، وعبد اللطيف حسني عضوا وأحمد اليزمي عضوا.
كان لعدد من الأساتذة حضور لافت في المسار الأكاديمي للمؤرخ الطيب بياض، وتركوا أثرًا بيّنًا في تكوينه المعرفي، وفي طليعتهم إبراهيم بوطالب، أحد أبرز أعلام التاريخ المغاربي الحديث، والمؤرخ الفرنسي دانيال ريفيه. أما على مستوى المرجعيات الفكرية، فقد تأثر بياض بعدد من رواد الفكر التاريخي الأوروبي الذين أسهموا في تشكيل رؤيته المنهجية، وعلى رأسهم مارك بلوك، مؤسس مدرسة الحوليات، وفرنان بروديل، وفرانسوا فوريه،  وبيير نورا، ما اسعفه في بلورة مقاربة تحليلية تتجاوز السرد التقليدي للأحداث، لتجمع بين التجديد المنهجي والصرامة الأكاديمية والنفَس الادبي في تناول القضايا التاريخية.

## مسيرته المهنية
دشن مسيرته المهنية أستاذا مساعدا بكلية الآداب والعلوم الإنسانية عين الشق، جامعة الحسن الثاني بالدار البيضاء، سنة 2005. وفيها حصل على درجة التأهيل الجامعي سنة 2010، قبل أن يصبح أستاذا للتعليم العالي بالجامعة نفسها سنة 2016. حيث تولى مهمة التدريس بسلكي الإجازة والماستر، ثم التكوين والتأطير على مستوى سلك الدكتوراه، بعد اعتماد ماستر الفضاء المغاربي والعالم المتوسطي ووحدة تكوين الدكتوراه تخصص العلوم الإنسانية والاجتماعية بكلية الآداب عين الشق. كما ساهم في التكوين والتأطير على مستوى سلكي الماستر والدكتوراه بكلية الآداب والعلوم الإنسانية بالرباط بعد اعتماد ماستر تاريخ الزمن الراهن بهذه الكلية. وأسهم في الإشراف والتأطير بسلك الدكتوراه بجامعتي ابن طفيل بالقنيطرة وابن زهر بأكادير. قبل أن ينتقل إلى جامعة عبد المالك السعدي بتطوان سنة 2022، حيث يتولى مهمة التدريس والتأطير بأسلاك الإجازة والماستر والدكتوراه.

## تجربته البحثية وإنتاجاته العلمية
انطلقت مسيرة أبحاثه العلمية من جامعة السوربون بباريس حين قدم يوم 18 شتنبر 1998ورقة بحثية حملت عنوان " العمال المغاربة بفرنسا خلال فترة ما بين الحربين"، صدرت ضمن كتاب جماعي سنة 2003 تحت عنوان: Présences et images franco-marocaines au temps du protectorat ،  ثم استمرت مشاركاته العلمية في ندوات وطنية، صدرت بدورها في كتب جماعية.
وبعد التحاقه بهيئة التدريس بكلية الآداب والعلوم الإنسانية، اتجه أول الأمر إلى الاشتغال على موضوع الذاكرة والتاريخ والاهتمام بذاكرة المقاومين بمدينة الدار البيضاء، حيث أصدر دراسة في هذا الشأن تخص الكريان كبؤرة للمقاومة، ابن مسيك نموذجا ، قبل أن يصرف النظر عن هذا الاهتمام، ويعود إلى تخصصه الأصلي في التاريخ الاقتصادي، فعمل على تنقيح أطروحته لنيل الدكتوراه ونشرها سنة 2011 تحت عنوان" المخزن والضريبة والاستعمار، ضريبة الترتيب 1880-1915" ،  وعمق البحث في هذا   التخصص كانشغال معرفي بأدوات نظرية ومنهجية من خلال ورقة بحثية نشرها سنة 2014 بعنوان: "كتابة التاريخ الاقتصادي لمغرب القرن العشرين، ملاحظات أولية" ، ثم نزع نحو التركيب ضمن المسعى الابستمي  نفسه في دراسته لتجربة التاريخ الاقتصادي في المغرب من خلال ورقة بحثية نشرها بمجلة أسطور سنة 2023 حملت عنوان: "كتابة التاريخ الاقتصادي في المغرب، مسار الإنتاج وسؤال المنهج".
إلى جانب اهتمامه بالتاريخ الاقتصادي بحثا وإنتاجا وتأطيرا، قادته تجربته في التدريس إلى اكتشاف تاريخ الذهنيات والتمثلات ، فحاول أن يجعل من مساريه البيداغوجي والعلمي رافدين يغذيان بعضهما البعض، يلتقط من أسئلة الدرس ما يفتح به دروبا بحثية جديدة، ويجعل عُصارة أبحاثه العلمية في خدمة دروسه ومحاضراته، ذلك ما حصل له مع مادتي "تاريخ الذهنيات" و"الثقافات المتوسطية"، إذ قادته أسئلة طلابه فيهما إلى طرح موضوع تمثلات الرحالة المغاربة الذين زاروا أوروبا بين القرنين السابع عشر والعشرين للبحث والتمحيص، فانتهى سنة 2016 إلى إصدار كتابه: "رحالة مغاربة في أوروبا بين القرنين السابع عشر والعشرين، تمثلات ومواقف".
هذا الانشغال المعرفي الجديد بدأت نواته الأولى بمقالة علمية صدرت له سنة 2013، تحت عنوان: "تمثل الأنا والآخر في رحلتي الحجوي والسايح" ، وكانت له امتدادات بعد إصدار الكتاب، سواء في شكل محاضرات، كتلك التي قدمها لفائدة طلبة سلك الدكتوراه المنتمين للمختبر الذي يشرف عليه المؤرخ الفرنسي جان ماري لوغال Jean Marie Le Gall في موضوع:
Voyageurs marocains en Europe aux XVII-XVIIIe siècles، attitudes et représentations بجامعة السوربون، يوم 22 ماي 2018، أو مقالات علمية منشورة كما هو شأن مقاله الصادر سنة 2022 بعنوان "تفاعل الأنا مع مظاهر الفرجة والتسلية لدى الآخر من خلال نصوص الرحالة المغاربة إلى أوروبا"، أو استيعاب لغة النصوص الرحلية، الذي أسعفه في كتابة نصه الرحلي على مقاسها مع نوع من التحيين، ضَمَّنه مشاهداته وتفاعلاته أثناء سفره إلى الصين، وصدر سنة 2022 تحت عنوان:"اكتشاف الصين، رحلة أكاديمي مغربي إلى أرض التنين" ، أو على مستوى التأطير الجامعي، إذ نوقشت تحت إشرافه سنة 2023، أطروحة لنيل الدكتوراه أعدها محمد النظام في موضوع: "الرحلات المغربية إلى فرنسا خلال فترة الحماية".
وفي سياق التفاعل بين المسارين البيداغوجي والعلمي دائما، أسعفته تجربته في التدريس بماستر تاريخ الزمن الراهن بالرباط (2011-2013) في الاشتباك مع الأسئلة النظرية والمنهجية ذات الصلة بتاريخ الزمن الراهن، ومن ضمنها علاقة الصحافة بالتاريخ الفوري أو الراهن، فوجد في تجربته الصحافية بمجلة زمان (2013-2016) فرصة مواتية لبلورة فهمه الخاص لتفاعل المؤرخ مع قضايا عصره من خلال عمود "للتاريخ إضاءة" الذي استثمره لجعل البنية الممتدة في الزمن الطويل شارحة ومفسرة للعديد من الأحداث الظرفية والطارئة. ليتوج هذا المسلك البحثي الجديد بإصدار كتاب " الصحافة والتاريخ، إضاءات تفاعلية مع قضايا الزمن الراهن"، سنة 2019 ، بامتدادات متعددة أيضا، فقد نشر مقالتين علميتين في الموضوع؛ الأولى حملت عنوان: "الصحافة والتاريخ في المغرب، مسار تفاعل " ، سنة 2020، والثانية بعنوان: "فرانسوا فوريه ومحمد باهي حرمة، تقاطع مسارين" ، سنة 2023،  ويشرف حاليا على أطروحتين لنيل الدكتوراه بكلية الآداب والعلوم الإنسانية بتطوان في موضوع التاريخ الراهن في مرآة الصحافة، الأولى تبحث في تجربتي الصحافي والكاتب المغربي محمد باهي حرمة والصحافي  والكاتب الفرنسي جان لاكوتير، والثانية تدرس استثمار باهي لكتابة التاريخ مقارنة بالصحافي  والكاتب المصري محمد حسنين هيكل. كما طور اجتهاده النظري والمنهجي في موضوع تاريخ الزمن الراهن وصاغه في شكل تقديم حمل عنوان: "التاريخ الراهن والذاكرة وحقوق الإنسان" ضَمَّنه الكتاب الذي حاور فيه الفاعل الحقوقي امبارك بوردقة (عباس)، وصدر سنة 2023، تحت عنوان "بوح الذاكرة وإشهاد الوثيقة، من حلم الثورة إلى فضاء حقوق الإنسان".
ضمن الاختيار نفسه الذي يجعل التأطير والبحث يتفاعلان ويتكملان، عاد سنة 2015 ليطور ما بدأه في مستهل مساره المهني من اهتمام بموضوع الذاكرة والتاريخ، بإسهامه رفقة محمد حاتمي ومصطفى بوعزيز في تأليف كتاب أصدره المجلس الوطني لحقوق الإنسان بعنوان "الاعتقال والتقاسم، الفضاءات والذاكرة".   وهو الورش البحثي الذي طوره أولا: من خلال نشره لورقة نقدية تفاعلية  مع كتاب صدر في الموضوع يوثق ذاكرة العدالة الانتقالية بالمغرب ، قبل أن يستكمله بمسعى محاورة الفاعل السياسي والحقوقي الذي يتوفر على رصيد وثائقي مُعضد لما تجود به ذاكرته في أفق إنتاج ذاكرة تاريخية، وهو ما رمى إلى تحقيقه كتاب " بوح الذاكرة وإشهاد الوثيقة، أحداث 3 مارس 1973، من مذكرات امبارك بودرقة (عباس)"   الصادر سنة 2020 ، والذي أتبعه بكتاب ثان في الموضوع للفاعل السياسي والحقوقي نفسه، بالمقاربة التأطيرية للذاكرة نفسها، وصدر سنة 2023 بعنوان "بوح الذاكرة وإشهاد الوثيقة، من حلم الثورة إلى فضاء حقوق الإنسان".
قاده الاهتمام بالقضايا النظرية والمنهجية في مجال البحث التاريخي والتفاعل مع القضايا الراهنة والاشتغال على موضوع الذاكرة، إلى إيلاء عناية خاصة لموضوع الذات المغربية في علاقتها بموضوعي الهوية والتنمية، خاصة بعد رحلته إلى الصين سنة 2018، وانتباهه إلى أن وراء الطفرة النوعية التي أحدثها عصر الإصلاح والانفتاح هناك مع نهاية سبعينيات القرن الماضي توجد شخصية صينية قوية، يشكل التراث والتاريخ مادتها الصلبة. فتفاعل أولا سنة 2023 مع فكرة النموذج التنموي الجديد في المغرب بمقال حمل عنوان: "النموذج التنموي الجديد في سياق مشاريع الإصلاح بالمغرب" ، قبل أن يقدم درسا افتتاحيا بجامعة الحسن الثاني بالدار البيضاء يوم 9 يناير 2024 في موضوع " تشكل الشخصية المغربية عبر التاريخ"، عمل على تطويره وإصداره في شكل كتاب حمل عنوان" الشخصية المغربية، تأصيل وتأويل" .

## ورش للتكوين في التاريخ الاقتصادي

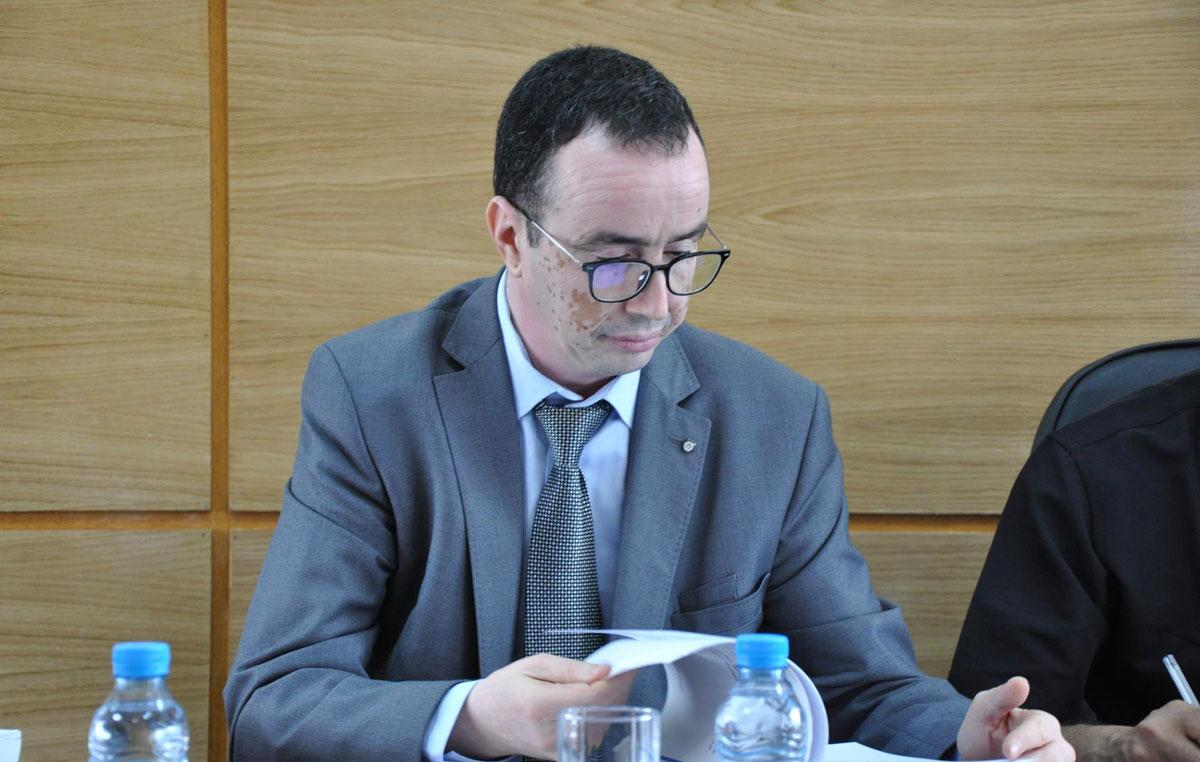
المؤرخ الطيب بياض

بالتزامن مع نشره سنة 2014 لورقة بحثية بعنوان: "كتابة التاريخ الاقتصادي لمغرب القرن العشرين، ملاحظات أولية"، ورحلته العلمية التي انطلقت في السنة نفسها وامتدت لمدة شهرين، في ضيافة الدار  المتوسطية لعلوم الإنسان (MMSH) بمدينة إيكس أونبرافانس الفرنسية، في شكل تربص علمي، مستفيدا من منحة برنامج إيراسموس ماندوس، حيث فرصة الاحتكاك مع تجارب بحثية أخرى في مختلف حقول العلوم الإنسانية والاجتماعية، وزيارته لمعهد التاريخ الاقتصادي والاجتماعي بكلية العلوم التاريخية داخل جامعة ستراسبورغ، ولقاءاته مع مؤرخين مرموقين مهتمين بالتاريخ الاقتصادي وتاريخ المقاولات، دشن تجربة في التأطير على مستوى سلك الدكتوراه لخلق مشتل للتكوين في التاريخ الاقتصادي للمغرب الراهن، بكلية الآداب والعلوم الإنسانية عين الشق بالدار البيضاء، بامتداد في الإشراف ضمن نفس الورش التكويني داخل جامعتي ابن طفيل بالقنيطرة وابن زهر بأكادير.
أثمرت هذه الورشة التأطيرية إنجاز عشر أطروحات جامعية لنيل درجة الدكتوراه، اهتمت بدراسة قطاعات اقتصادية مختلفة خلال الفترة المعاصرة والراهنة، نوقشت تحت إشرافه كما يلي:
- المكتب الشريف للفوسفاط بين رهان المغربة وأفق الشركة المساهمة: 1958و2008 ، بكلية الآداب والعلوم الإنسانية عين الشق بالدار البيضاء، من إنجاز عزيز سعيدي. نوقشت بتاريخ 05/12/2018.
- الفلاحة الاستيطانية بالمغرب وانعكاساتها الاقتصادية في سوس 1912-1986، أنجزها عبد الكبير بران، نوقشت بكلية الآداب والعلوم الإنسانية بأكادير، بتاريخ 21 يناير 2022.
- الزراعة المغربية بين تدبير تركة الحماية الفرنسية وتبني مخطط المغرب الأخضر (1956-2008)، بكلية الآداب والعلوم الإنسانية عين الشق بالدار البيضاء، أنجزتها مريم وردة ونوقشت بتاريخ 14 ماي 2022.
- La marocanisation des banques au Maroc: Esquisse d'une histoire économique du temps présent.

بكلية الآداب والعلوم الإنسانية عين الشق بالدار البيضاء، من إنجاز توفيق آيت بوشكور (باللغة الفرنسية، إشراف مشترك مع المؤرخ الفرنسي بيار فيرمورينPierre Vermeren ، ودبلوم مشترك مع جامعة السوربون) نوقشت يوم 20 أكتوبر 2022.  
- De la marocanisation à la privatisation, une histoire de la quête de l’indépendance économique (1973 – 2003). بكلية الآداب والعلوم الإنسانية عين الشق بالدار البيضاء من إنجاز نبيل توفيق. (باللغة الفرنسية)، نوقشت يوم فاتح فبراير 2023.
- سياسة الضبلون بمغرب القرن التاسع عشر، الأثار والتداعيات، بكلية العلوم الإنسانية والاجتماعية جامعة ابن طفيل بالقنيطرة، أنجزها عبد المجيد آيت القايد. نوقشت يوم 08 مارس 2023 .
- الاقتصاد بمدينة طنجة الدولية خلال فترة الحماية، بكلية الآداب والعلوم الإنسانية عين الشق بالدار البيضاء، من إنجاز نبيل طويهري، ونوقشت يوم 29 ماي 2023.
- الأملاك المخزنية ومسار التحديث، 1880-1973، بكلية العلوم الإنسانية والاجتماعية جامعة ابن طفيل بالقنيطرة، أنجزها محمد جواد، ونوقشت يوم فاتح نونبر 2023.
- بنك المغرب المخزني، الاقتراضات المغربية زمن مقاولة الحماية 1904-1959، أنجزتها نجاة حمين بكلية الآداب والعلوم الإنسانية عين الشق بالدار البيضاء، ونوقشت يوم 16 فبراير 2024.
- تطور القطاع السياحي بالمغرب خلال الفترة الراهنة: 1956-2020، من إنجاز خيرة النهاري، نوقشت بكلية العلوم الإنسانية والاجتماعية جامعة ابن طفيل بالقنيطرة يوم 29 ماي 2024.

## اهتمامات علمية موازية
بالموازاة مع مسارات التدريس والبحث والتكوين انخرط الطيب بياض في أوراش بحثية أخرى سواء من داخل المركز المغربي للعلوم الاجتماعية بكلية الآداب والعلوم الإنسانية عين الشق بالدار البيضاء، الذي التحق به سنة 2010، أو من خلال مجموعة البحث في الثقافات المتوسطية التي أسسها بالكلية نفسها سنة 2011. إلى جانب حضوره اللقاء التأسيسي لمركز محمد بنسعيد أيت إيدر للأبحاث والدراسات، الذي انتخب عضوا بمكتبه المديري سنة 2011. وأسهم من داخله في العديد من الفعاليات الثقافية والفكرية. وفي سنة 2013 أسهم مع ثلة من المؤرخين والصحافيين في تأسيس النسخة العربية من مجلة زمان المتخصصة في تاريخ المغرب والموجهة إلى الجمهور الواسع من القراء من أجل تعميم المعرفة التاريخية ، وعمل بها لمدة ثلاث سنوات مستشارا علميا وكاتب عمود رأي، قبل أن يغادر سفينتها سنة 2016، قصد التفرع لمشاريعه العلمية.
سنة بعد ذلك، أي مع مطلع 2017، التحق بهيئة الخبرة العلمية والتقييم لدى المركز الوطني للبحث العلمي والتقني (CNRST) إ لى حدود سنة 2021. كما شارك سنة 2019 في اللقاء التأسيسي للهيئة العلمية لمركز إدريس بنزكري – الرباط لحقوق الإنسان، وأصبح عضوا داخلها مكلفا بمهمة النشر. وفي سنة 2021 حضر تأسيس وحدة حفظ الذاكرة والنهوض بالتاريخ المغربي بمختلف روافده، المحدثة لدى رئاسة المجلس الوطني لحقوق الإنسان وأضحى أحد أعضائها.

## منهجه وأسلوبه في الكتابة
اتسمت كتابات الطيب بياض منذ إنجازه لأطروحته لنيل الدكتوراه حول ضريبة الترتيب بانفتاحه على مختلف حقول العلوم الإنسانية والاجتماعية، وتوظيفه لأدواتها في التحليل، فقد استحضر آليات الفهم المستمدة من علم الاقتصاد وعلم الاجتماع القروي والعلوم السياسية في معالجته للعلاقة الجبائية والتسخيرية بين المخزن والقبائل خلال القرن التاسع عشر. كما اتجه في كتابه رحالة مغاربة في أوروبا بين القرنين السابع عشر والعشرين إلى توظيف الاجتهادات النظرية والمنهجية لتاريخ الذهنيات وتاريخ التمثلاث. هذا المسعى في الانفتاح على المدارس والاتجاهات المجددة في الكتابة التاريخية هو ما دافع عنه بوضوح في كتابه الصحافة، والتاريخ ، وفي تقديمه للجزء الثاني من كتاب بوح الذاكرة وإشهاد الوثيقة.
هذه الأدوات هي التي سعى إلى استثمارها زمن تدوينه لنص رحلته إلى الصين، بطموح الكاتب الذي يتطلع إلى توظيف عُدته النظرية والمنهجية التي امتلكها بحكم تخصصه ومنهجه في البحث، أو ما أسماها الأستاذ أسامة الزكاري بمميزات "عين المؤرخ التي تتجاوز الانبهار اللحظي". إلى جانب دفاعه المستميت عن فكرة "إذا صَلُح الوعاء صَلُح ما فيه ووعاء الفكر هو لغته"، من منطلق قناعته أن الأسلوب الأدبي لا ينقص من علمية المعرفة التاريخية، بل يزيدها بهاء ووضوحا وقبولا حسنا عند القراء.  هذا الاهتمام بالأدب ورقي المبنى في إنتاج المعنى سيرا على نهج رواد الدفاع عن جمالية اللغة وأسلوب الكتابة في أوساط المؤرخين، تجاوز لديه العناية بأسلوب كتابة مؤلفاته إلى نشر متابعات نقدية لبعض الروايات سواء تلك التي نهلت مادتها السردية من تاريخ المغرب المعاصر والراهن،  أو تلك التي استمدت حبكتها الروائية من المتون التراثية.

## مؤلفاته

### باللغة العربية
- المخزن والضريبة والاستعمار، ضريبة الترتيب 1880-1915، أفريقيا الشرق، الدار البيضاء، 2011.[30]
- الاعتقال التقاسم، الفضاءات والذاكرة، تأليف مشترك مع المصطفى بوعزيز ومحمد حاتمي، كتاب من منشورات المجلس الوطني لحقوق الإنسان، دار النشر ملتقى الطرق، الدار البيضاء، 2015.[37]
- رحالة مغاربة في أوروبا بين القرنين السابع عشر والعشرين، تمثلات ومواقف، منشورات كلية الآداب والعلوم الإنسانية عين الشق بالدار البيضاء، 2016، ثم منشورات دار الحكمة بتطوان 2022.[31]
- الصحافة والتاريخ، إضاءات تفاعلية مع قضايا الزمن الراهن، الرباط، دار أبي رقراق للطباعة والنشر، ومنشورات كلية الآداب والعلوم الإنسانية عين الشق بالدار البيضاء، 2019.[16]
- أحداث 3 مارس 1973، بوح الذاكرة وإشهاد الوثيقة (ج.1)، حوار مع امبارك بودرقة (عباس)، دار النشر المغربية، الدار البيضاء، 2020.[18]
- اكتشاف الصين، رحلة آكاديمي مغربي إلى أرض التنين، منشورات دار الحكمة، تطوان، 2022.
- من حلم الثورة إلى فضاء حقوق الإنسان، بوح الذاكرة وإشهاد الوثيقة (ج.2)، تقديم وحوار مع امبارك بودرقة (عباس)، منشورات دار الحكمة، تطوان، 2023.[33]
- الشخصية المغربية: تأصيل وتأويل، منشورات دار الحكمة، تطوان، 2024.

### باللغة الإنجليزية
INFORMAL ECONOMY AND THE FEAST OF SACRIFICE: INFORMAL JOBS SPECIFIC TO THE SACRIFICE RITUAL OF EID ELKEBIR IN CASABLANCA, with khalid Lahyani, Moulay Sadik MALIKI, 2016, ISSN 1849-7535.
Financing of research in social sciences in developing countries of Africa: between valorization of internationalization and local priorities of research. 2016, with K Lahyani, Y Tachakourt.
   The Impact of Cultural Value Systems on Cross-Cultural Communication Success or Failure, International Journal of Innovation and Research in Educational  Sciences, Volume 6, Issue 3, ISSN (Online): 2349–5219, (2019) with Hamid Housni, Moulay Sadik MALIKI.
BREAKDOWN IN HUMOROUS COMMUNICATION, International Journal of Advanced Engineering and Management Research Vol. 3 Issue 4; 2018. With  Hamid Housni, Moulay Sadik MALIKI,   ISSN: 2456-3676.
 FROM EL BOUAZIZI TO ISIS: PAST SEEDS AND PRESENT, HARVEST - TOWARDS UNDERSTANDING THE   CAUSES OF THE SHIFT FROM CLAIMS FOR FREEDOM TO VIOLENCE, In 33rd International Scientific Conference on Economic and Social Development, 2018. With Hamid  Housni, Moulay Sadik MALIKI. ISSN 1849-7535.

### باللغة الفرنسية
Les ouvriers marocains en France Pendant l’entre-deux guerres, Présences et images franco-marocain au temps du protectorat, textes réunis et présentés par Jean Claude Allain, éditions L’Harmattan, 2003,pp. 113–129.
Maroc: quand l’encre dilue le plomb, Jeune afrique, N°2945, 18 au 24 juin 2017. (avec Mohamed Hitmi).
Le vent aurait pu éclairer le Maroc depuis les années 1930, OUTRE-MERS, REVUE D’HISTOIRE, 1er semester 2020, pp. 151–160, (Avec Mohamed LAHBOUB).

### قراءاته النقدية:
- قراءة في كتاب أوروبا في القرن التاسع عشر :نابليون لمحمد حبيدة.[45]
- قراءة في خماسية رسالة باريس لمحمد باهي حرمة.[46]
- قراءة في كتاب تاريخ العالم في القرن التاسع عشر.[47]
- قراءة في كتاب هكذا تكلم محمد بنسعيد أيت إيدر.[48]
- قراءة في كتاب مع هانكا Avec Hanka لجاك لوغوف.[49]
- قراءة في كتاب الاقتراضات المغربية لبيير كيلين، ترجمة المصطفى برنوصي.[50]
- قراءة في ثلاثية عبد الرحمان اليوسفي أحاديث في ما جرى.[51]
- قراءة في كتاب المحميون لمحمد كنبيب.[52]
- قراءة في كتاب رحلة باهي إلى باريس (ترجمة محمد سعد الزموري إلى الفرنسية) .[53]
- قراءة في كتاب الحركة الحفيظية لعلال الخديمي.[54]
- " تاريخانية مونتسكيو أم تاريخانية العروي؟ أو في الحاجة إلى استحضار تاريخ الرومان"[55]  .